# NGC 5340
NGC 5340 ist eine 14,7 mag helle elliptische Galaxie vom Hubble-Typ E/S0 im Sternbild Kleiner Bär. Sie ist schätzungsweise 489 Millionen Lichtjahre von der Milchstraße entfernt und hat einen Durchmesser von etwa 115.000 Lj.
Das Objekt wurde am 6. Mai 1886 von Lewis A. Swift entdeckt.